# Stawki (hromada Grzymałów)
Stawki (ukr. Ставки), Stawki Kraśnieńskie – wieś na Ukrainie w  obwodzie tarnopolskim, w rejonie czortkowskim.
Stawki Kraśnieńskie przynależność administracyjna przed 1939 r.: Gmina Krasne, Powiat skałecki, Województwo tarnopolskie. 
W 1939 r. wieś liczyła 400 mieszkańców, z których 50% stanowili Polacy. W latach 1943–1945 nacjonaliści ukraińscy z OUN - UPA zamordowali tutaj 14 Polaków.
Do 2020 w rejonie husiatyńskim. 